# Päpstliches Portugiesisches Kolleg
Das Päpstliche Portugiesische Kolleg (lat.: Pontificium Collegium Lusitanum, pt.: Pontifício Colégio Português) in Rom ist ein Päpstliches Kolleg für portugiesische und Portugiesisch sprechende Seminaristen und Priester. 

## Geschichte
Mit Unterstützung des portugiesischen Königs Carlos I. (1863–1908), einer gegründeten Stiftung und des Fürsprechers Jose Antonio de Sousa Barroso, Bischof von Porto, genehmigte Papst Leo XIII. (1878–1903) die Gründung eines Portugiesischen Kollegs in Rom. Unter dem Namen „Portugiesisches Kolleg St. Antonius“ wurde 1898/99 der Hochschulbetrieb aufgenommen. Das Kolleg hatte seine erste Unterkunft in der Villa Borghese und wechselte 1900 in den Palazzo Alberini, hier blieb das Kolleg bis zum Jahre 1974. Seit 1975 ist es in der Via Nicolò in Rom beheimatet. 

Am 20. Oktober 1900 wurde es mit dem päpstlichen Breve „Rei Catholicae apud Lusitanos“ (de.: Für die katholische Sache bei den Lusitanern) von Leo XIII. abschließend approbiert, in seinem Schreiben legte er, neben den Verwaltungsbestimmungen, als Ziel fest 

„…denen, die sich dem Priestertum weihen, eine sorgfältigere Ausbildung zu gewährleisten, weil man durch diese eine Wohltat der (portugiesischen) Kirche fast alle Hilfen zuteil werden lässt, derer sie bedarf.“

 Papst Pius XII. (1939–1958) bestätigte am 14. März 1957 den Status als Päpstliches Kolleg.

## Organisation
Die Gesamtleitung unterliegt der Portugiesischen Bischofskonferenz, deren Vorsitzender Jorge Ferreira da Costa Ortiga (Erzbischof von  Braga) ist, er ist gleichzeitig Kollegdirektor. Der Rektor wird vom Dikasterium für die Kultur und die Bildung vorgeschlagen und von der Bischofskonferenz bestätigt, alle weiteren Mitglieder des Rektorenstabes werden von der Bischofskonferenz ernannt. Pater José Cordeiro ist seit Juli 2011 Rektor des Kollegs. Für den Studienjahrgang 2009/10 waren vierzehn Seminaristen eingeschrieben, sie kamen aus Deutschland, Burkina Faso, Indien, Mosambik, Portugal und aus einigen Ordensgemeinschaften (z. B. Spiritaner). Die hauswirtschaftliche Betreuung wird durch Franziskanerinnen wahrgenommen.

## Ehemalige
Seit seinem Bestehen gingen aus dem Kolleg vier Kardinäle und 79 Bischöfe hervor.

### Kardinäle
- Teodósio Clemente Kardinal de Gouveia (1889–1962) war Erzbischof von Maputo, Mosambik,
- António Kardinal Ribeiro (1928–1998) war Patriarch von Lissabon
- Alexandre Kardinal do Nascimento (1925–2024) war Erzbischof von Luanda, Angola
- José Kardinal da Cruz Policarpo (1936–2014) war Patriarch von Lissabon.